# Architettura gotica collegiale
L'architettura gotica collegiale è uno stile architettonico impiegato tra la fine del XIX secolo e l'inizio del XX secolo in numerosi edifici di scuole superiori e università negli Stati Uniti e in Canada, e in misura minore in Europa. Riconducibile al più vasto movimento dell'architettura neogotica, si tratta di uno stile storicista che trovò le sue principali fonti d'ispirazione nell'architettura gotica e Tudor inglese.

## Storia

### Prodromi
Lo stile neogotico venne impiegato in edifici universitari statunitensi già a partire dal 1829, quando l'Old Kenyon venne completato nel campus del Kenyon College di Gambier nell'Ohio. Un altro esempio precoce è l'University Hall (1833-37, demolito nel 1890) nel campus di Washington Square dell'Università di New York, progettato dall'architetto Alexander Jackson Davis. Il Gore Hall (1837-41, demolito nel 1913), la biblioteca progettata da Richard Bond nelle forme di una chiesa per l'Università di Harvard, divenne in seguito l'archetipo per altre biblioteche universitarie. Il Free Academy Building, opera di James Renwick Junior per quello che oggi è l'Università della Città di New York (1847-49, demolito nel 1928), continuò con lo stesso stile. Ispirandosi al palazzo di Hampton Court di Londra, l'architetto di origine svedese Charles Ulricson progettò l'Old Main (1856-57) per il Knox College a Galesburg nell'Illinois.

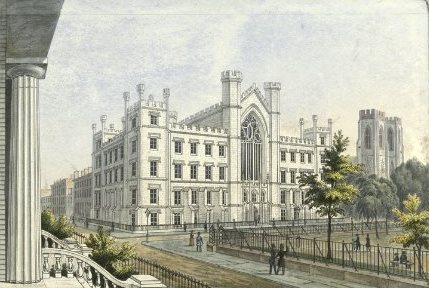
L'University Hall dell'Università di New York
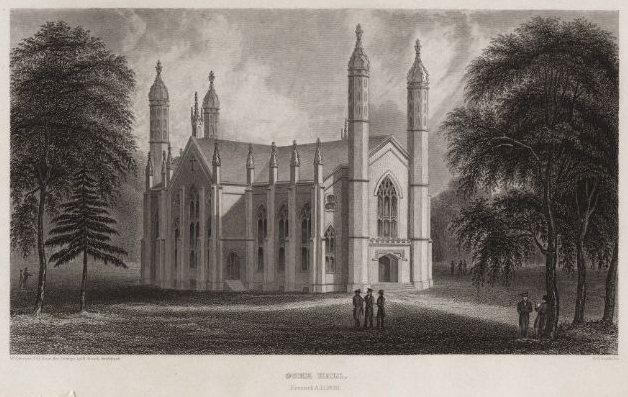
Il Gore Hall dell'Università di Princeton
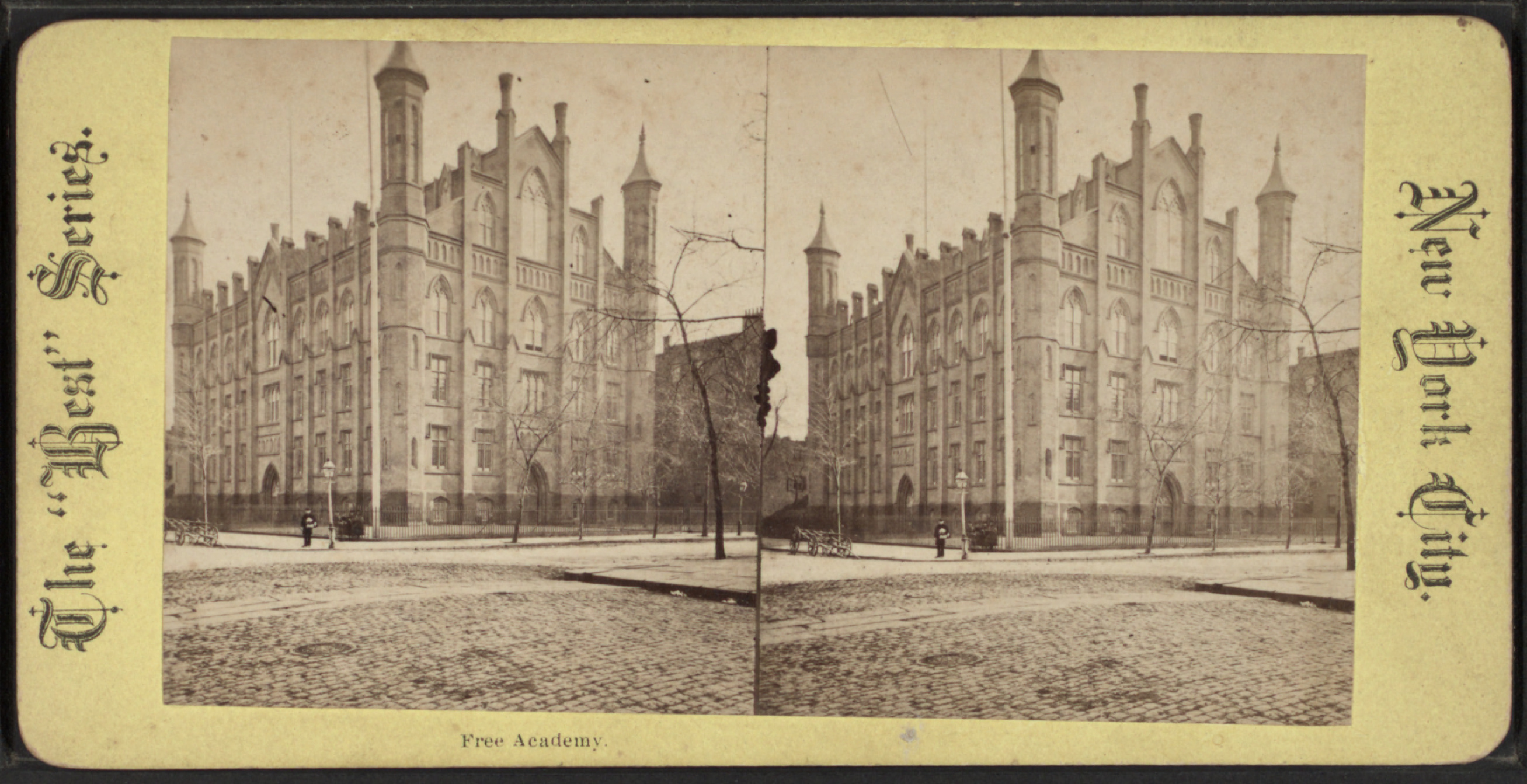
Il Free Academy Building dell'odierna Università della Città di New York
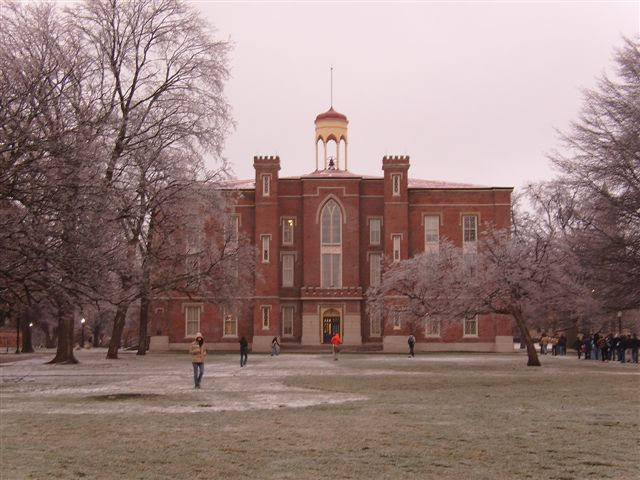
L'Old Main del Knox College

Negli anni successivi alla guerra civile americana, varie università statunitensi videro il sorgere di nuovi ed eccentrici edifici gotici alto-vittoriani. Tra i campus interessati dalla costruzione di edifici in questo periodo figurano quelli dell'Istituto Politecnico di Worcester (Boynton Hall, 1868, opera di Stephen C. Earle); dell'Università Yale (Farnam Hall, 1869-70, di Russell Sturgis); dell'Università della Pennsylvania (College Hall, 1870-72, di Thomas W. Richards); dell'Università Harvard (Memorial Hall, 1870-77, di William Robert Ware e Henry Van Brunt); e dell'Università Cornell (Sage Hall, 1871-75, di Charles Babcock). Nel 1871 l'architetto inglese William Burges progettò una schiera di edifici in stile gotico francese per il Trinity College di Hartford in Connecticut: il Seabury Hall, la Northam Tower e lo Jarvis Hall, tutti completati nel 1878 e unitamente noti come il Long Walk del Trinity College.
I gusti divennero più conservatori negli anni 1880, e, "poco dopo, l'architettura collegiale arrivò a preferire un gotico più accademico e meno inquieto".

Il Boynton Hall del Worcester Plytechnic Institute
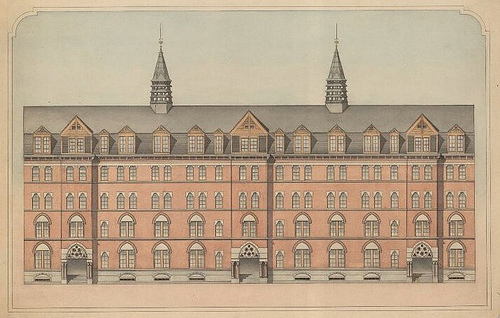
Il Farnam Hall dell'Università Yale
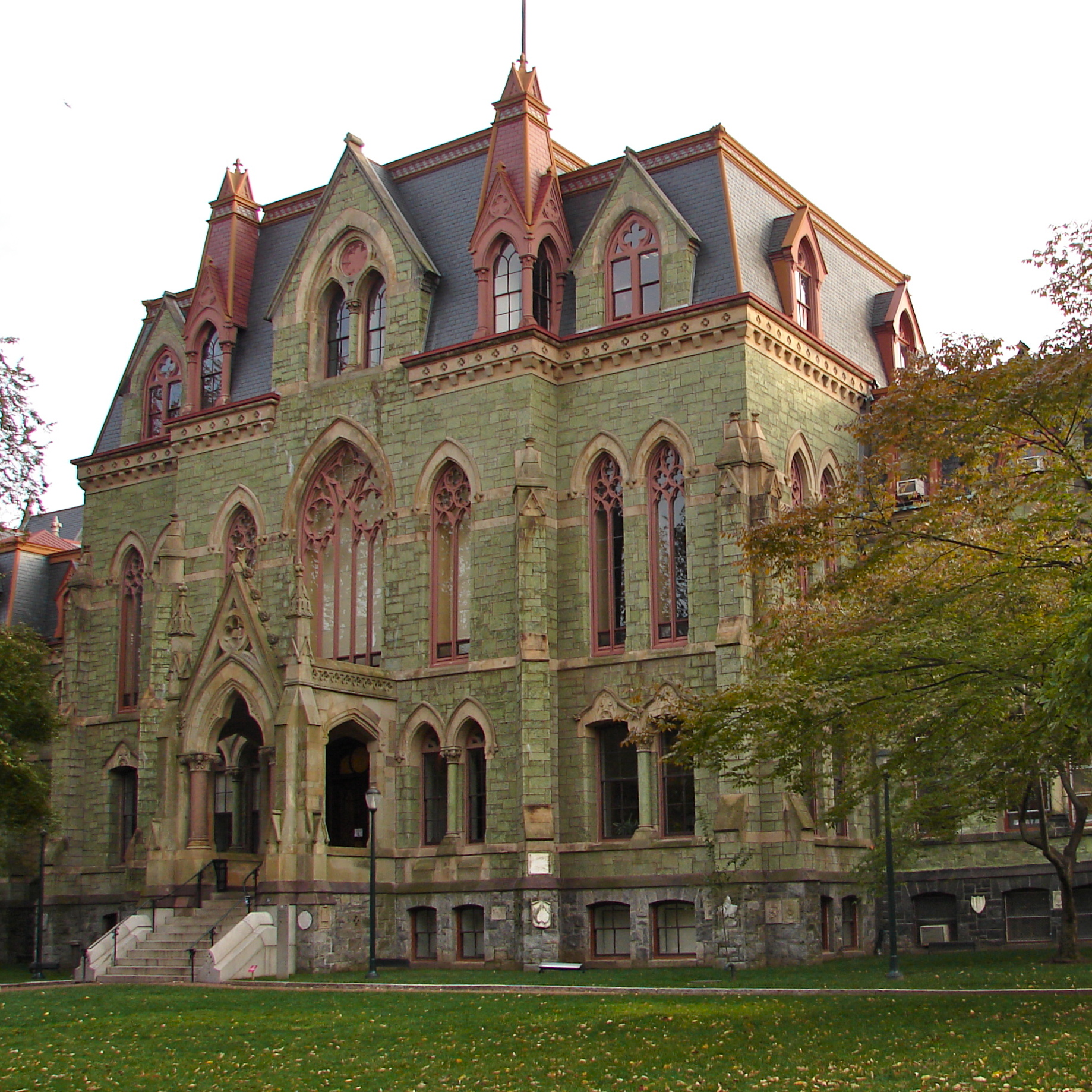
Il College Hall dell'Università della Pennsylvania
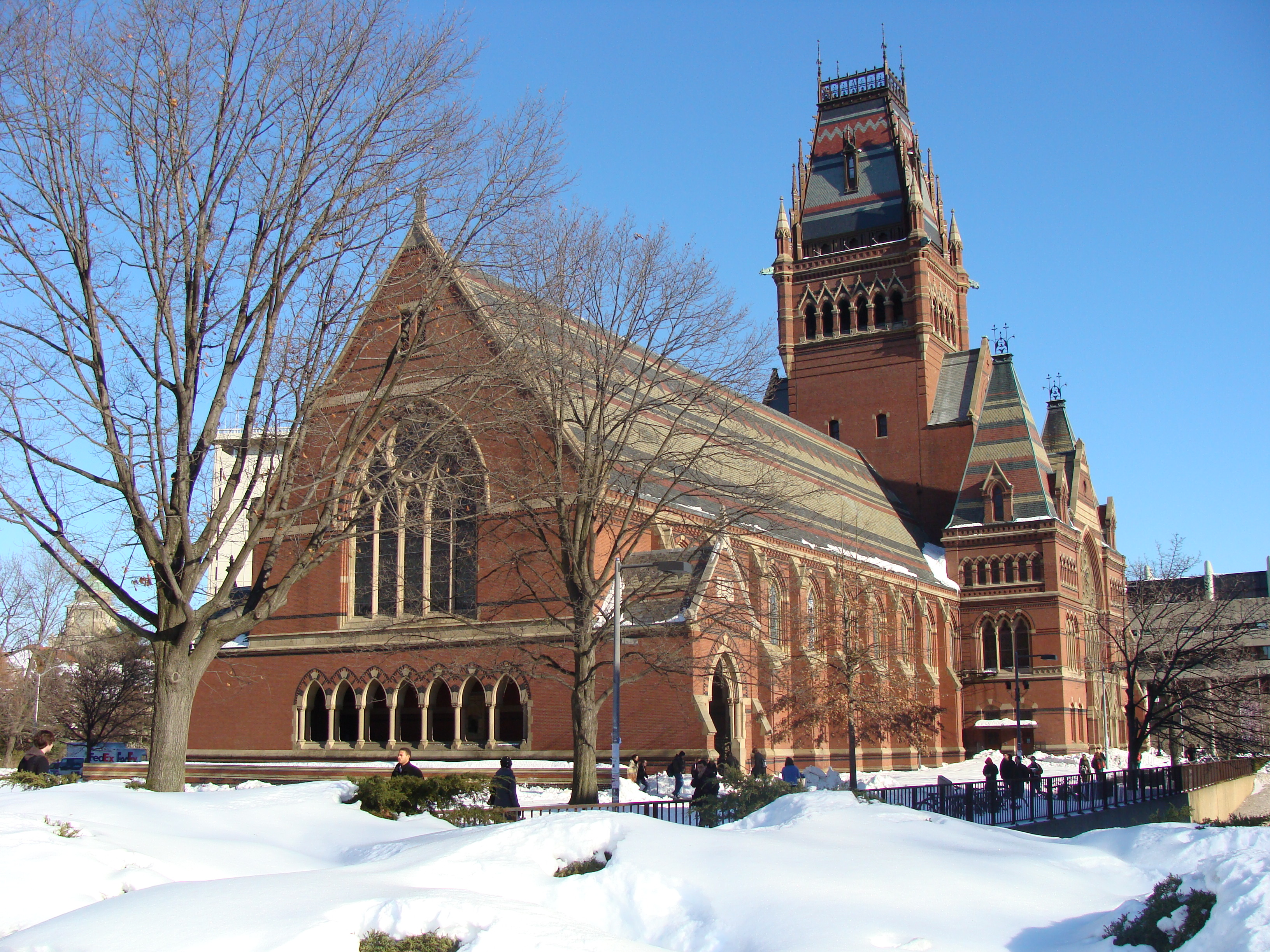
Il Memorial Hall dell'Università Harvard
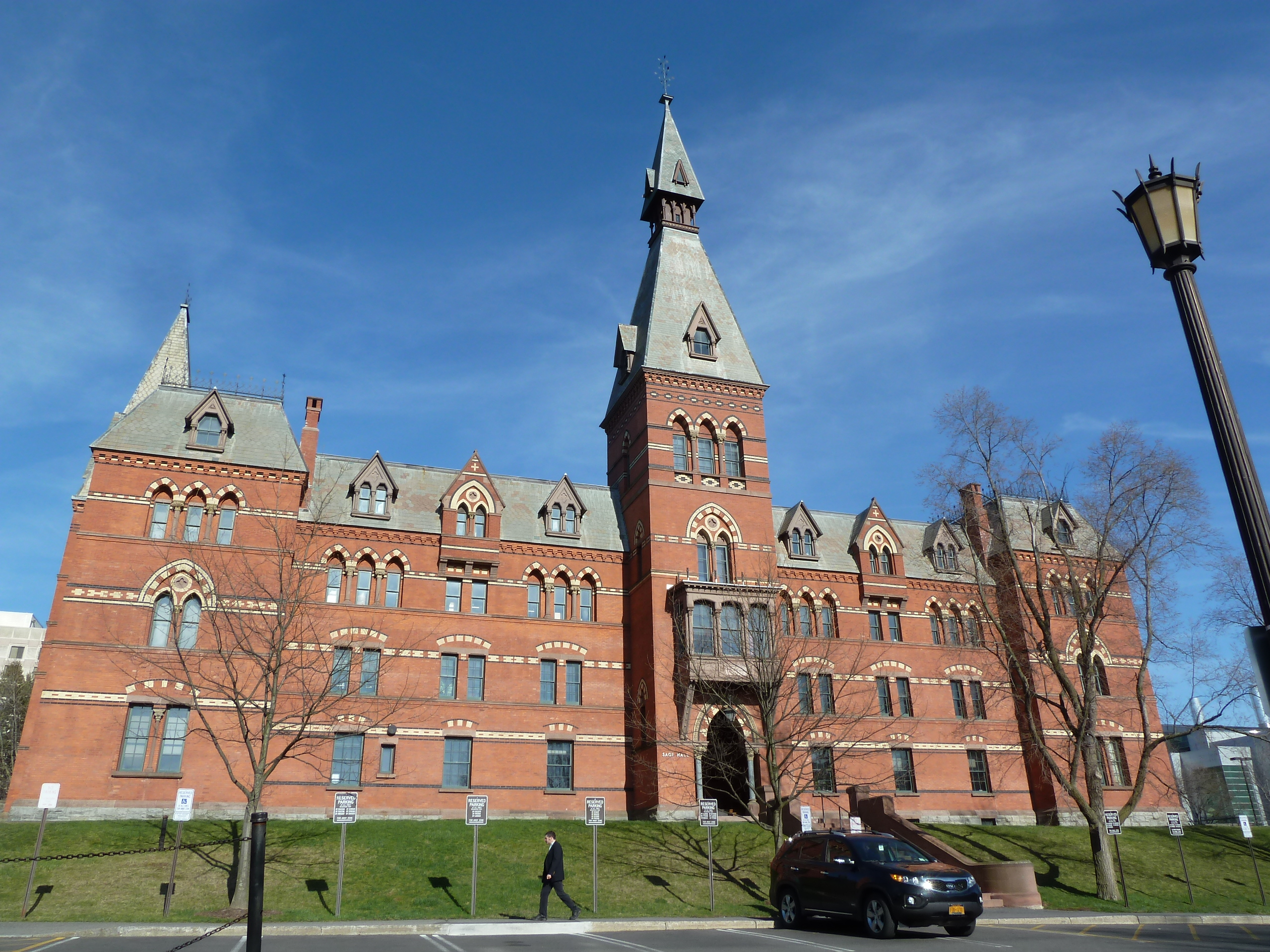
Il Sage Hall dell'Università Cornell
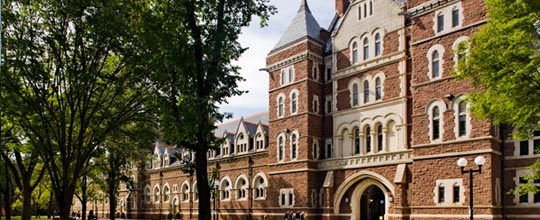
Il Long Walk del Trinity College

### Movimento maturo
A partire dalla fine degli anni 1880 gli architetti Walter Cope e John Stewardson di Filadelfia espansero il campus del Bryn Mawr College impiegando un sobrio stile neogotico inglese altamente sensibile al sito e ai materiali. Ispirati dall'architettura delle università di Oxford e Cambridge, i due architetti, storicisti ma non completi copisti, ebbero molta influenza nello stabilire i canoni dello stile gotico collegiale.